# Aeletes lewisi
Aeletes lewisi är en skalbaggsart som beskrevs av Yélamos 1998. Aeletes lewisi ingår i släktet Aeletes och familjen stumpbaggar. Inga underarter finns listade i Catalogue of Life.